# ジョージタウン大学

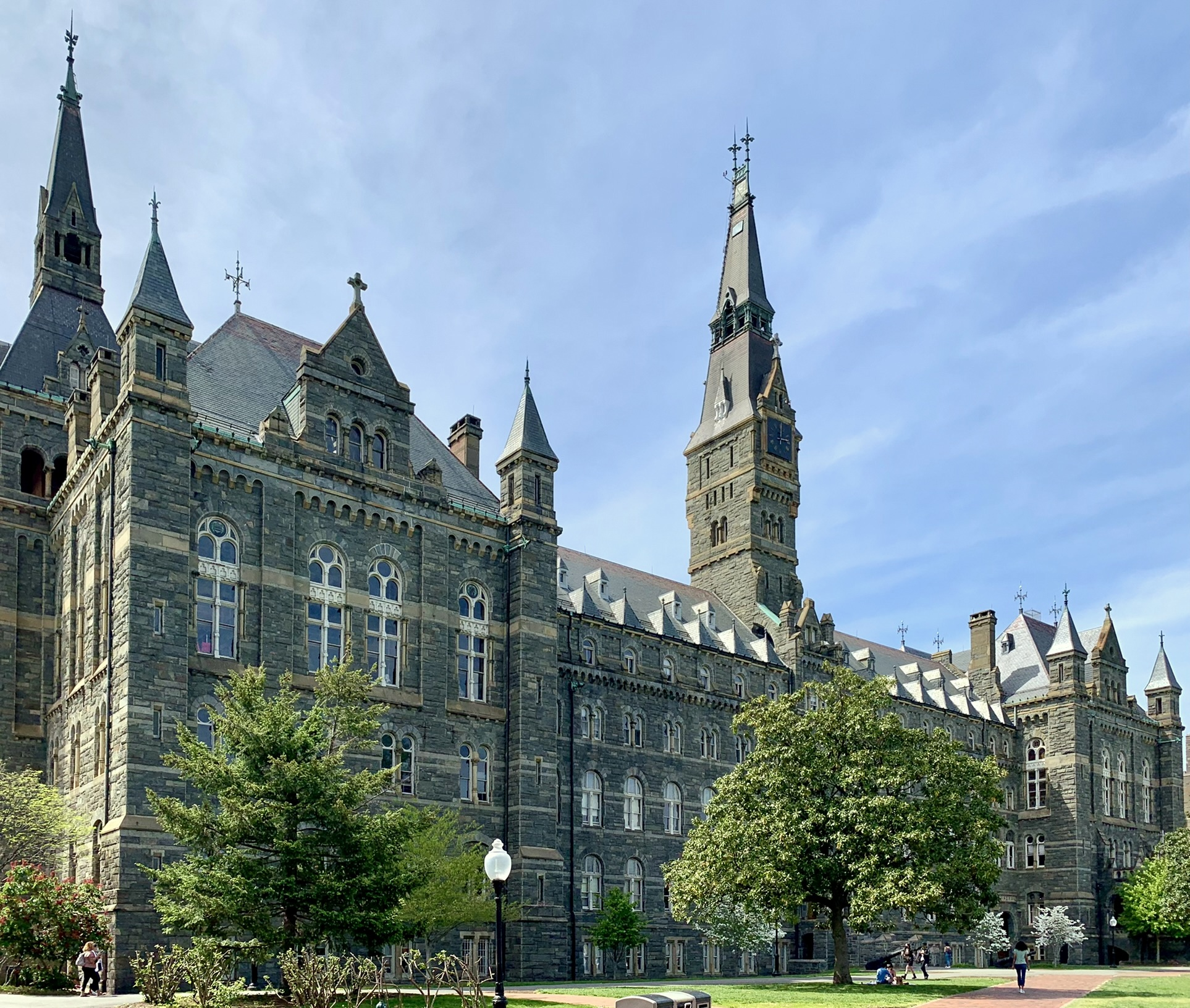
Healy Hall

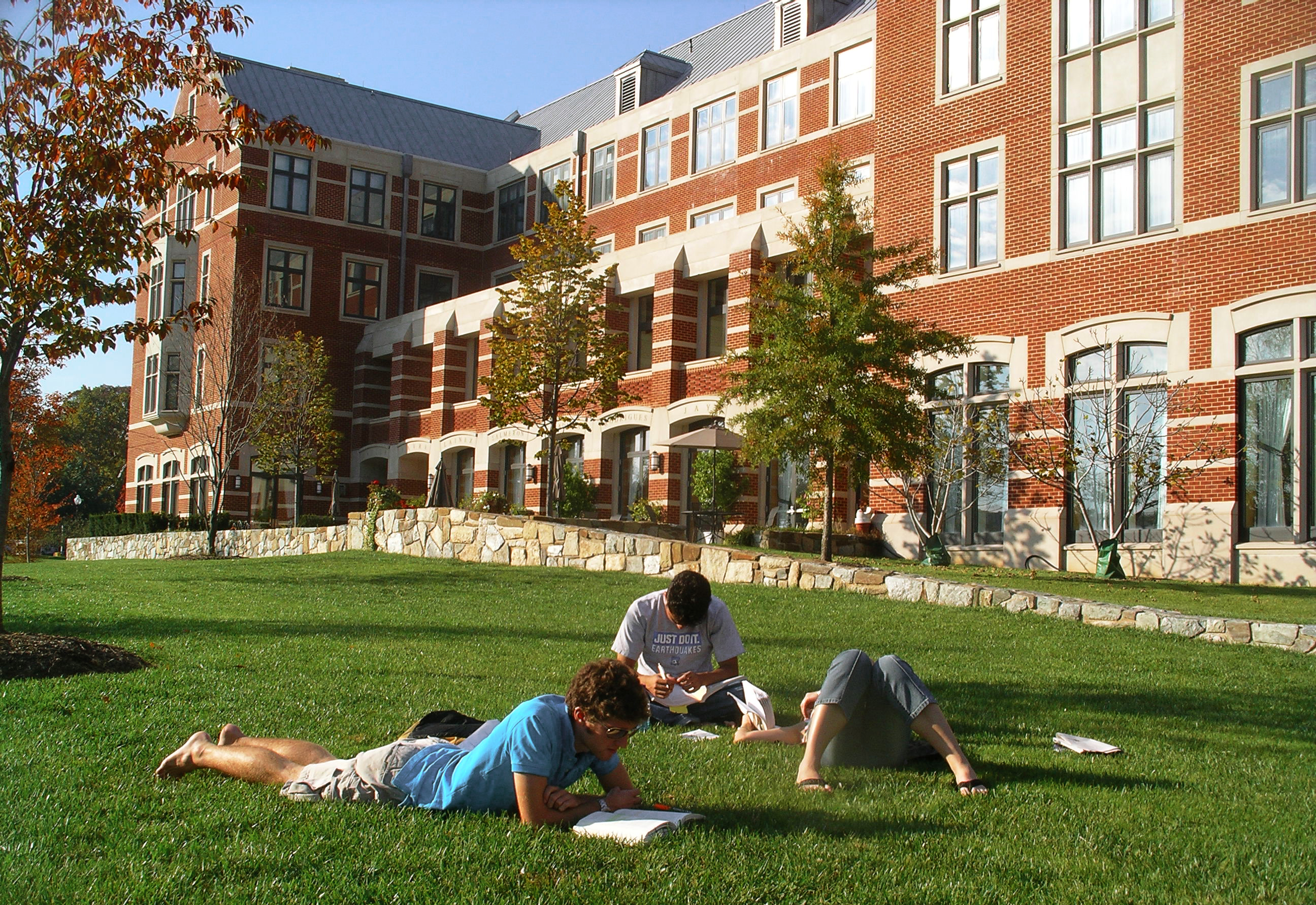
Jesuit Residence

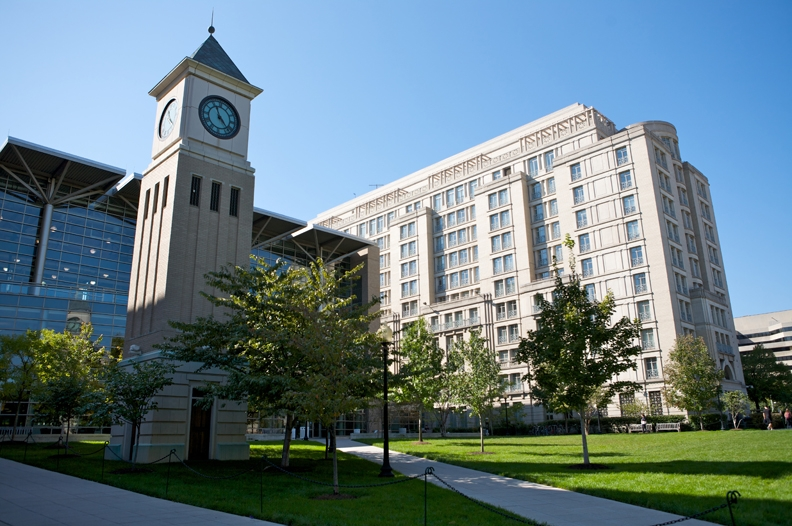
ジョージタウン大学ロー・センター（GULC：法科大学院/ロースクール）

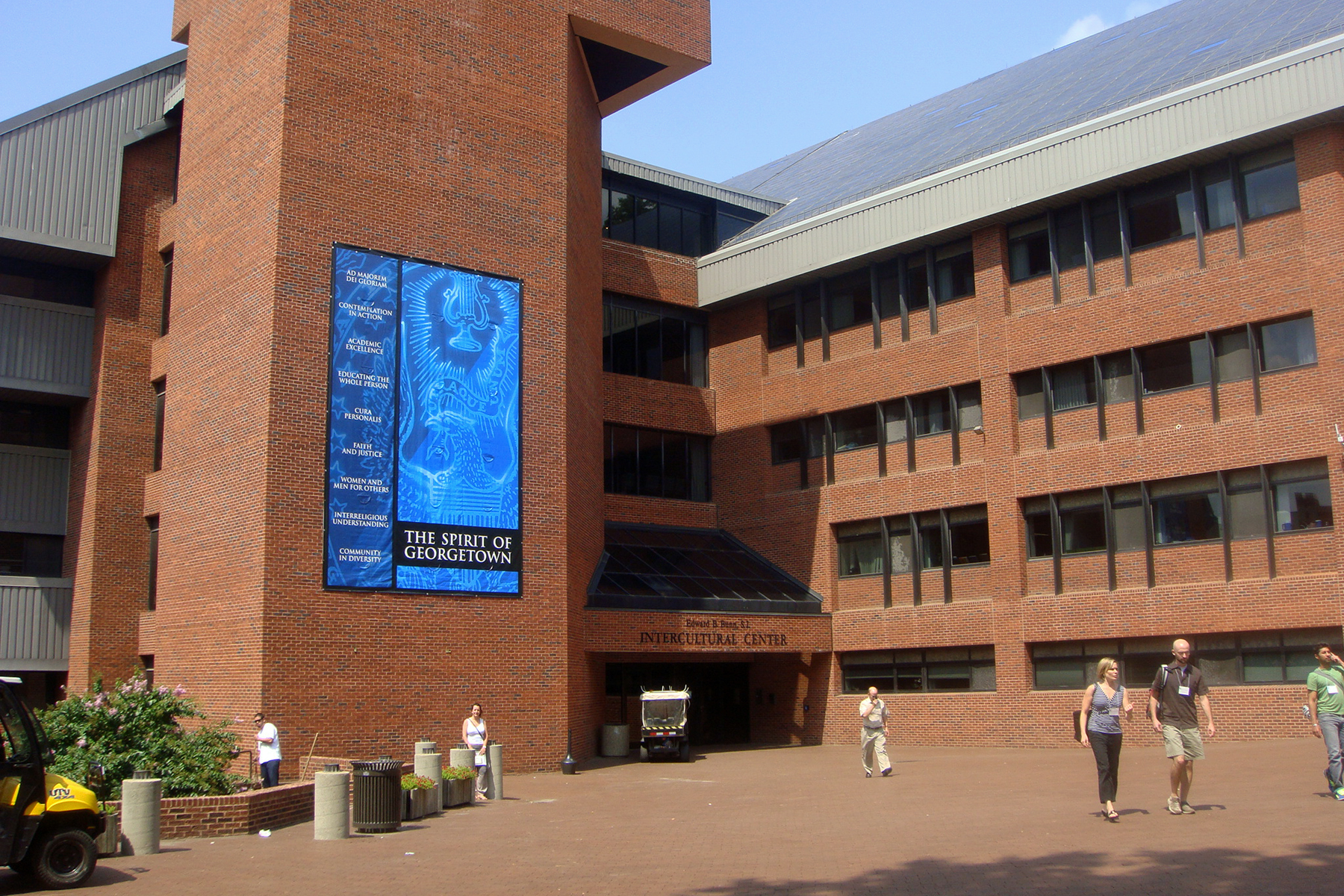
エドムンド・A・ウォルシュ外交政策大学院(SFS)

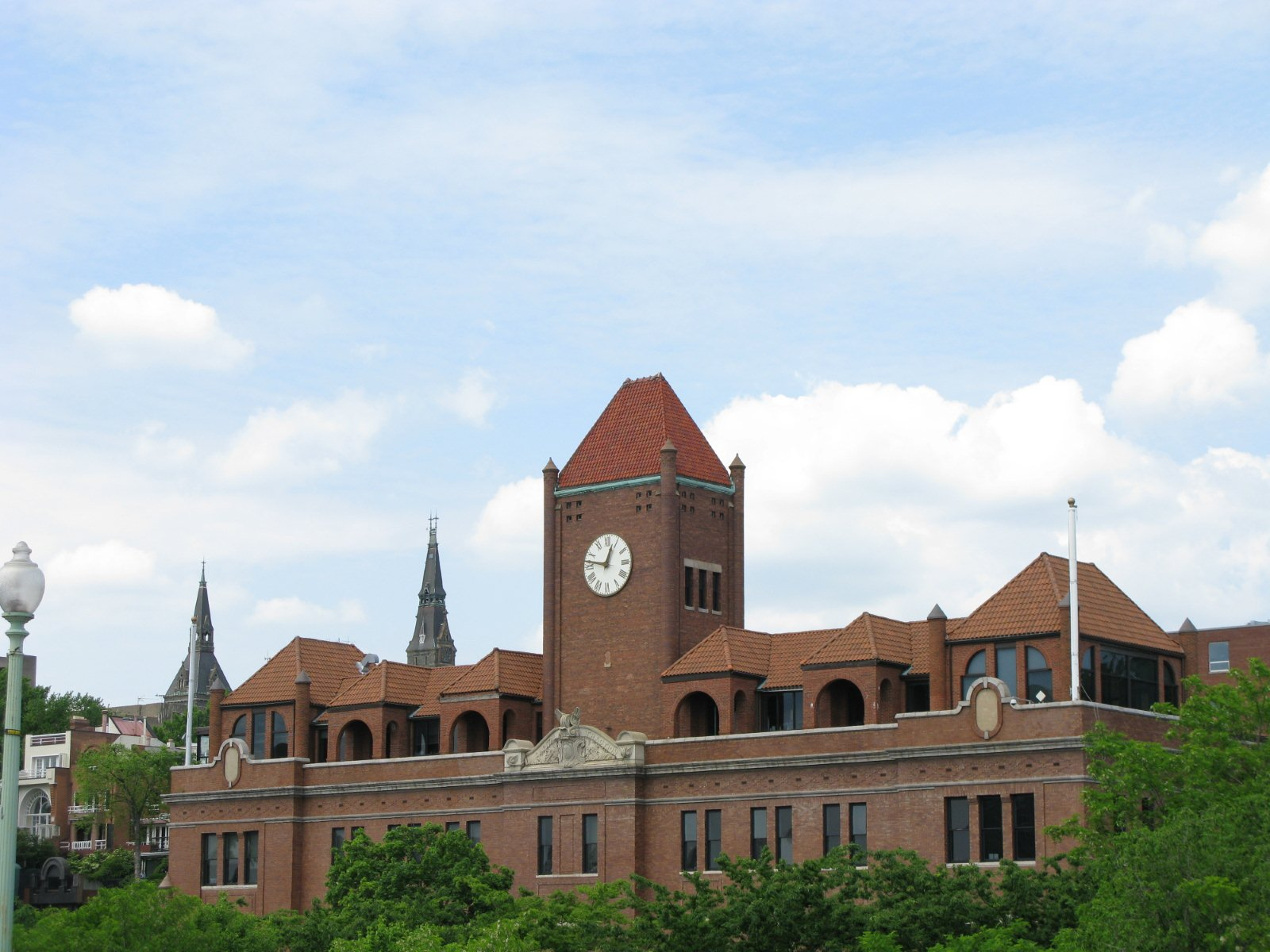
マックコート・スクール・オブ・パブリックポリシー(MSPP)

ジョージタウン大学（ジョージタウンだいがく、英語: Georgetown University）は、コロンビア特別区（ワシントンD.C.）ジョージタウンに本部を置くアメリカ合衆国の私立大学。政治学・国際関係学・法学の分野で特に名高く、政財界・法曹界に指導的な人材を輩出しつづけている。
メインキャンパスは首都ワシントンD.C.の中心部、ホワイトハウスから車でおよそ10分の場所に位置している。
各国の首脳の他、元合衆国大統領であるビル・クリントン、元合衆国最高裁判所判事であるアントニン・スカリアが卒業生に名を連ね、現在のアメリカ合衆国議会においては、下院議員16名及び、上院議員6名が当大学の卒業生である。アメリカ合衆国における初のローマ・カトリック系大学でもある。
イエズス会による設立という経緯から、後述するように日本の上智大学とは特別進学協定を始め両校の関係は深く、その歴史は1934年の上智大学自動車部による北米横断遠征の同大学訪問にまで遡ることが出来る。

## 概説

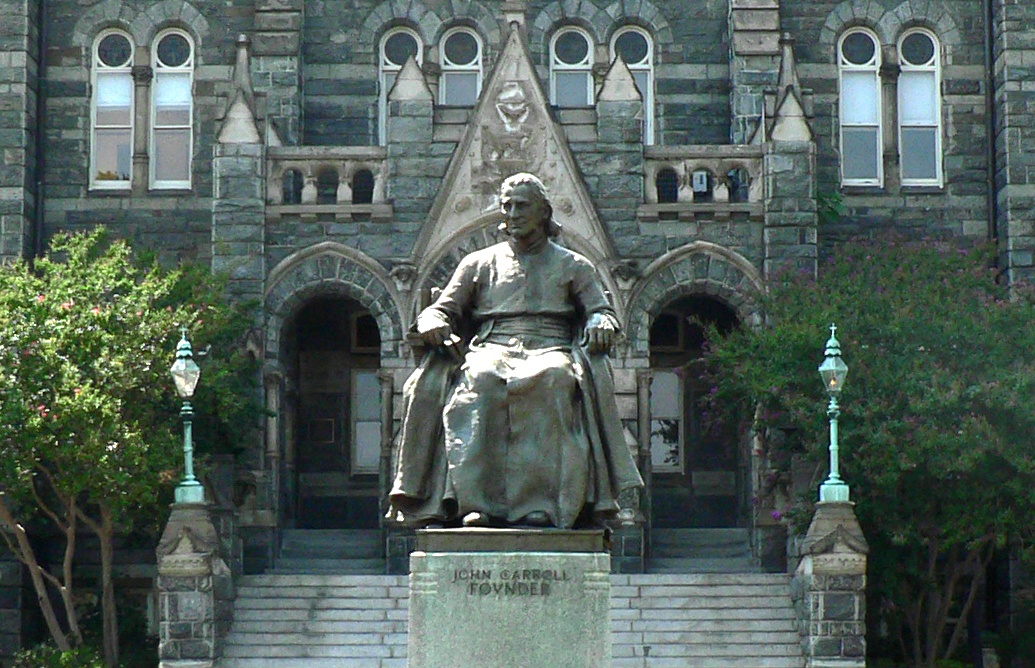
ジョン・キャロル大司教像

イギリス領メリーランド植民地時代の1634年に起源を持ち、ジョージ・ワシントンが初代アメリカ合衆国大統領に就任した1789年1月23日にイエズス会のジョン・キャロル（John Caroll）大司教によって創設された。
アメリカ合衆国におけるカトリック教会及びイエズス会創設の大学としては、最古の歴史を持つ。ジョージタウン大学は、イエズス会大学協会の所属機関であり、ジョージタウン大学学長及び理事会と一体化している。
200年以上にわたって政治家や外交官を輩出してきた名門大学である。元アメリカ大統領ビル・クリントンの同級生として、元フィリピン共和国大統領グロリア・アロヨも2年間在籍した。また、5名のノーベル賞受賞者を出している。
立地を生かし、政治、国際関係、法学などの学問に強い。外交政策・国際関係大学院であるエドムンド・A・ウォルシュ外交政策大学院（SFS）は2024年時点で世界１位の評価を受けているほか、マックコート公共政策大学院（MSPP）は全米でトップ10の公共政策大学院に数えられ、法科大学院のジョージタウン大学ロー・センター（GULC）は米国内でトップのロースクールとみなされている「T14」の一角をなす。
アメリカの著名な政治系シンクタンクである戦略国際問題研究所 (Center for Strategic and International Studies, CSIS) は同大学の元付属機関である。現在は学外組織である。

## 組織
- Accounting （経理）
- Analytics （分析）
- Anthropology （人類学）
- Arabic （アラビア語）
- Art （アート）
- Art History （美術史）
- Bachelor of Liberal Studies - Human Values （教養学士 - 人間的価値）
- Bachelor of Liberal Studies - Humanities & Social Sciences （教養学士 - 人文社会科学）
- Biology （生物学）
- Biostatistics and Epidemiology （生物統計および疫学）
- Biotechnology （バイオテクノロジー）
- Business Administration （経営管理）
- Center for Language Education （言語教育）
- Chemistry （化学）
- Classics：Latin （クラッシック：ラテン）
- Clinical / Translation Research （臨床 / 翻訳研究）
- Communication, Culture, and Technology （コミュニケーション、文化、技術）
- Computer Science （コンピューターサイエンス）
- Culture and Politics （文化と政治）
- Economics （経済）
- Educational Transformation （教育変革）
- EMPS in Emergency Management （緊急管理におけるEMPS）
- English （英語）
- Executive Health Systems Administration （エグゼクティブヘルスシステム管理）
- Finance （ファイナンス）
- German （ドイツ語）
- Global Strategic Comm （グローバル戦略通信）
- Government （政府）
- Health Systems Administration （健康システム管理）
- History （歴史）
- Human Science （人間科学）
- International Politics （国際政治）
- Justice and Peace Studies （正義と平和研究）
- Liberal Studies - Human Values Evening Program （リベラルスタディーズ - ヒューマンバリューイブニングプログラム）
- Linguistics （言語学）
- Management （マネジメント）
- Master of Professional Studies - Global Hospitality Leadership （修士プログラム - グローバルホスピタリティ リーダーシップ）
- Master of Professional Studies - Hospitality Management （修士プログラム - ホスピタリティ管理）
- Master of Professional Studies - Human Resources （修士プログラム - 人事）
- Master of Professional Studies - Integrated Marketing Comm （修士プログラム - 統合マーケティング通信）
- Master of Professional Studies - Journalism （修士プログラム - ジャーナリズム）
- Master of Professional Studies - Project Management （修士プログラム - プロジェクト管理）
- Master of Professional Studies - Public Relations （修士プログラム - 広報）
- Master of Professional Studies - Real Estate （修士プログラム - 不動産）
- Master of Professional Studies - Sports Management （修士プログラム - スポーツマネジメント）
- Master of Professional Studies - Systems Engineering Management （修士プログラム - システム工学管理）
- Master of Professional Studies - Technology Management （修士プログラム - 技術管理）
- Master of Professional Studies - Urban and Regional Planning （修士プログラム - 都市および地域計画）
- Mathematics （数学）
- Nurse Anesthesia （看護麻酔）
- Nursing （看護）
- Nursing Online （看護オンライン）
- Operations Information Management （運用情報管理）
- Persian （ペルシャ語）
- Pharmacology （薬理学）
- Philosophy （哲学）
- Physics （物理）
- Psychology （心理学）
- Public Policy （公共政策）
- Public Speaking （話術）
- Russian and East European Studies （ロシアおよび東ヨーロッパ研究）
- Security Studies （セキュリティ研究）
- Spanish （スペイン語）
- Theology （神学）
- Women's and Gender Studies （女性およびジェンダー研究）

## 大学ランキング
国際関係・外交分野に関しては非常に有名で、修士課程が 2012年の"Foreign Policy" 誌の"The Best International Relations Master's Programs" において世界1位にランクされ、学士課程もThe Top Ten International Relations Undergraduate Programsの世界5位にランクされた。
法学の分野でも著名であり、法科大学院であるジョージタウン大学ロー・センター（GULC）は、2014年のQS World University Rankings の法学部門において世界17位・全米8位、実務家が選ぶ "Business Insider" 誌の "The 50 Best Law Schools In The US" において全米5位などにランクされており、全米トップロースクールとして名高い「T14」の一角をなす。特に、U.S. Newsにおいて全米2位にランクインするTax Lawや、全米5位にランクインするInternational Lawなどの分野において、非常に高い評価を受けている。
大学全体のアメリカ国内における評価としては、2019年のU.S. Newsの "National University Rankings" において全米22位にランクされている。
大学全体の国際的な評価としては、2022年のQS World University Rankingsにおいて248位にランクされている。

## キャンパス
ジョージタウン大学はワシントンD.C.にメインキャンパス、メディカルセンター、病院（医学部）、ジョージタウン大学ロー・センター（ロースクール）の3つのキャンパスを持つ。メインキャンパスはポトマック川の河畔に立地する。
なお、2008年の秋にカタールの首都、ドーハに新たにキャンパスをカーネギーメロン大学、コーネル大学、ノースウェスタン大学、テキサスA&M大学、バージニア・コモンウェルス大学と共同でオープンした。

## 上智大学との関わり
ジョージタウン大学はイエズス会が設立母体であるため、日本の上智大学とは1935年以来、留学生の受け入れなど長い歴史を有している。
しかし実際にはその前年、上智大学自動車部が北米横断遠征（1934年6～９月）の折、ジョージタウン大学を訪れたことがきっかけとなり、同年10月、同大学総長のウィリアム・コールマン・ネヴィルスが上智大学を訪問したことにより交流が始まった。
これを機に翌年ジョージタウン大学へと派遣した学生が、上智大学による海外派遣留学生の第1号と言われている。
2013年9月、ジョージタウン大学構内で、上智大学100周年を祝う記念シンポジウムが執り行われたことから、翌2014年11月には返礼としてジョン・J・デジョイア学長が東京に招かれ、「450年のイエズス会の伝統と『他者のために、他者とともに』の教育精神を共有し、長い交流の歴史を持つ両校だからこそ、ともにグローバル社会の中でリーダーシップを発揮していくことができるでしょう。大学は個の知を集合知に変える基盤であると同時に、それを次世代につなぎ、育成していく場所です。知を創造する共有の場としての高等教育機関として、両校の関係がより強固なものとなることを期待しています。」と抱負を述べ、特別進学協定の締結を発表した。
本協定により、2016年から上智大学生、および卒業生は優先的にジョージタウン大学大学院への進学が可能となり、最短5年で双方の学位取得が可能となった。
以後、2013年の学術協力協定に基づき、サミュエル・ポトリッキオによる講演、元米国大統領補佐官で、日本の安全保障政策を専門とするマイケル・グリーン（外交政策学部准教授、戦略国際問題研究所（CSIS）上級副所長）の上智大学特任教授就任が発表され、両校の学生の交流団体、Sophia Georgetown Student Connecting（S.G.S.）が発足した。

## スポーツ
スポーツ競技はビッグ・イースト・カンファレンスに所属。バスケットボールチームは1984年にNCAAトーナメント優勝、ファイナル４にこれまで5回進んでいる名門チームである。

## 著名な出身者

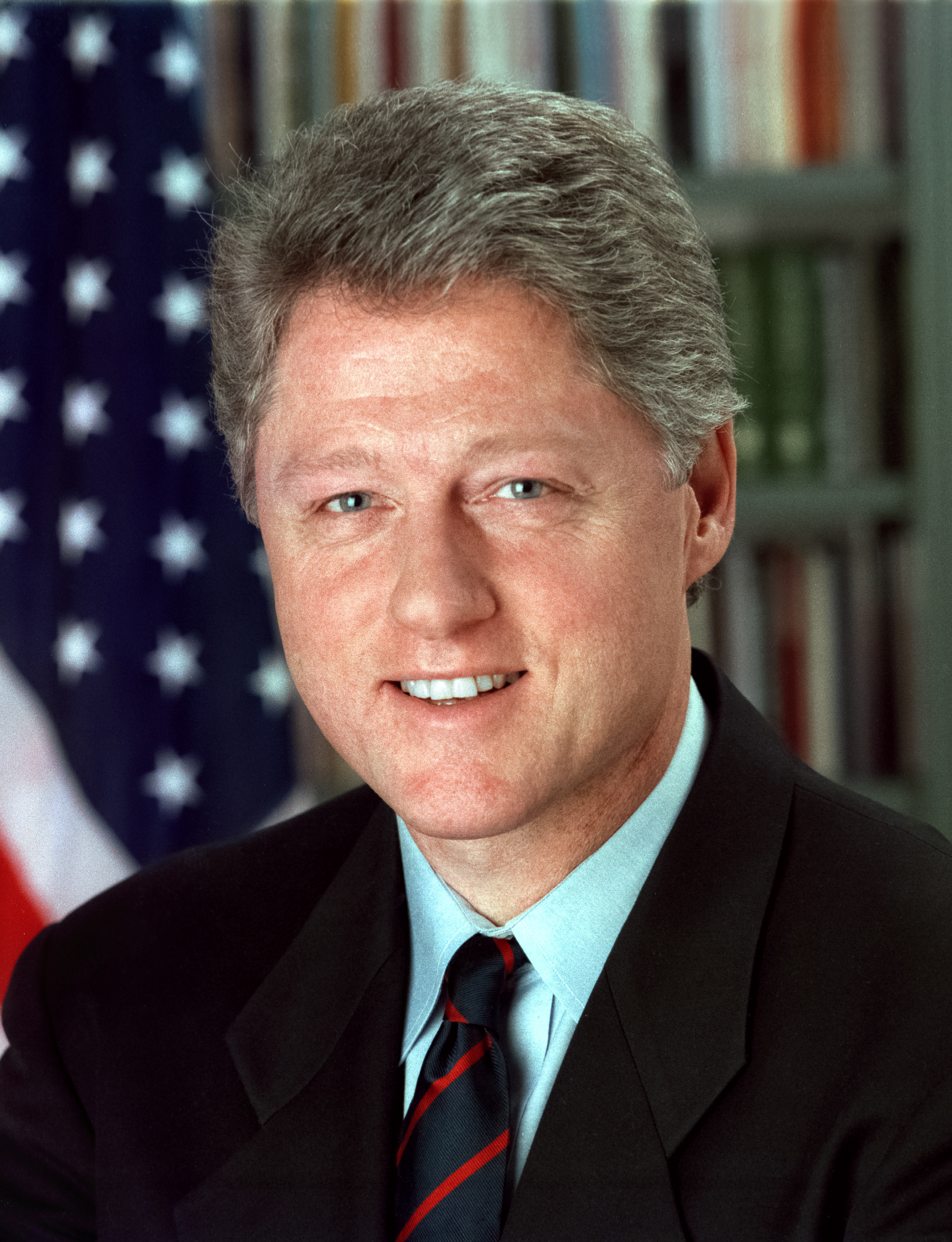
ビル・クリントン（第42代アメリカ合衆国大統領）

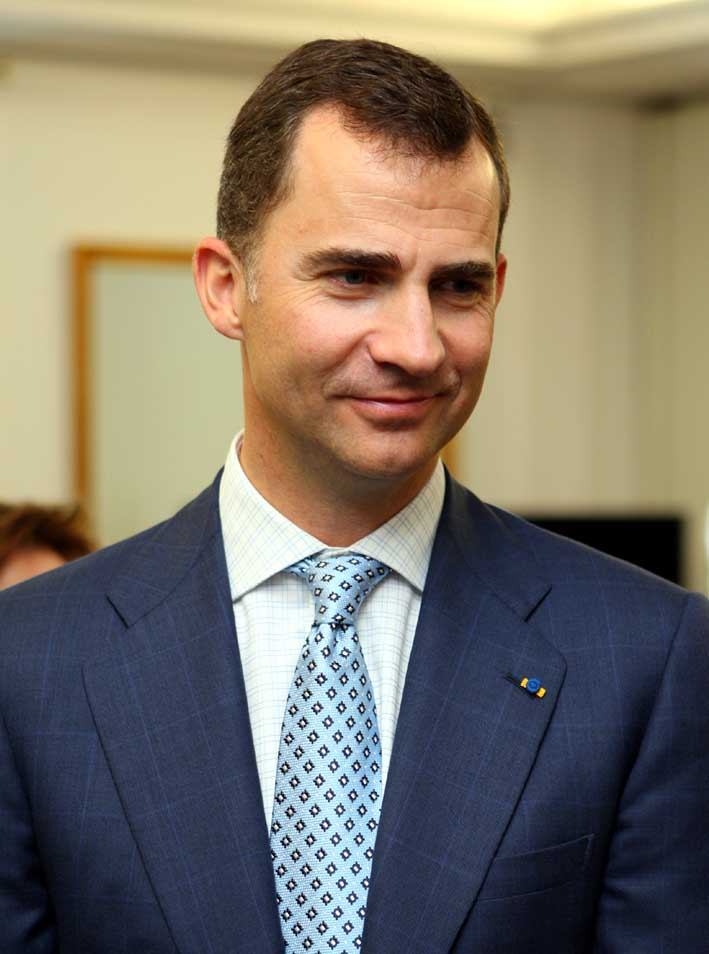
フェリペ6世（スペイン国王）

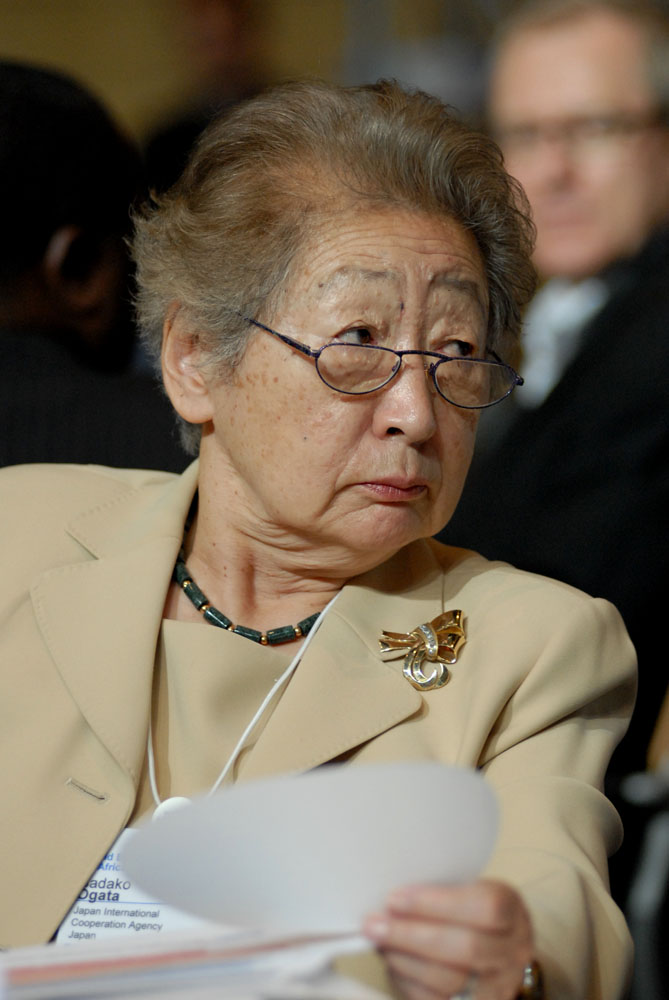
緒方貞子（元国連高等難民弁務官・上智大学名誉教授）

主要記事：w:List of Georgetown University alumni

### 政治
- ビル・クリントン - 第42代アメリカ合衆国大統領
- ラウラ・チンチージャ - コスタリカ元大統領
- Alfredo Cristiani - エルサルバドル元大統領
- Ricardo Arias Espinosa - パナマ元大統領
- Alfonso López Michelsen - コロンビア元大統領
- ダリア・グリバウスカイテ - リトアニア共和国大統領
- フェリペ6世 - スペイン国王
- アブドゥッラー2世 - ヨルダン王国国王
- ジェリコ・コムシッチ - ボスニア・ヘルツェゴビナ元大統領評議会議長
- サード・ハリーリー - レバノン首相
- アントニン・スカリア - アメリカ合衆国最高裁判所判事
- ロバート・ゲーツ - 第22代アメリカ合衆国国防長官、アメリカ合衆国中央情報局長官、テキサスA&M大学学長
- ドナルド・ラムズフェルド - アメリカ合衆国国防長官、アメリカ合衆国大統領首席補佐官
- ジョージ・J・テネット- アメリカ合衆国中央情報局第18代長官
- パトリック・リーヒ - 元アメリカ合衆国上院仮議長、上院司法委員会委員長
- アレクサンダー・ヘイグ - 元アメリカ合衆国国務長官
- ジェイコブ・ルー - アメリカ合衆国財務長官、元国務副長官
- ジョン・フランシス・ケリー - アメリカ合衆国大統領首席補佐官、アメリカ合衆国国土安全保障長官
- ミック・マルバニー - アメリカ合衆国行政管理予算局長
- ジュリア・ネシェワット - アメリカ合衆国大統領補佐官

### 文化
- カール・ライナー - 映画監督
- ジョン・バリモア - 俳優
- ブラッドリー・クーパー - 俳優
- パール・ベイリー - 歌手・女優
- エイメリー - 歌手
- ウィリアム・ピーター・ブラッティ - 著作家
- マーガレット・エドソン - 劇作家、ピューリッツァー賞受賞

### 学者
- ヴェラ・ルービン - 天文学者

### スポーツ選手
- パトリック・ユーイング - バスケットボール選手（ドリームチームの一員）
- ディケンベ・ムトンボ - バスケットボール選手
- アロンゾ・モーニング - バスケットボール選手
- アレン・アイバーソン - バスケットボール選手
- ロイ・ヒバート - バスケットボール選手
- グレッグ・モンロー - バスケットボール選手
- ジョシュア・スミス - バスケットボール選手

### その他
- カテリーナ・クレア・チュマチェンコ - ウクライナ大統領ヴィクトル・ユシチェンコの妻
- ジョセフ・ダンフォード - 軍人（第19代アメリカ統合参謀本部議長）
- ハリー・B・ハリス・ジュニア - 軍人（第24代アメリカ太平洋軍司令官）

### 日本人
- 緒方貞子 - 元国連高等難民弁務官、上智大学名誉教授
- 中満泉 - 国際連合事務次長、元一橋大学教授
- 黒田順子 - 元国際連合東ティモール平和維持活動官房長
- 山本一太 - 群馬県知事、前参議院議員（自由民主党）、元沖縄･北方担当大臣
- 河野太郎 - 衆議院議員（自由民主党）、元防衛大臣、元外務大臣、元国家公安委員長兼行政改革担当大臣
- 牧原秀樹 - 衆議院議員（自由民主党）、厚生労働副大臣
- 松川るい - 参議院議員（自由民主党）、元外務官僚
- 中川正春 - 衆議院議員（立憲民主党）、元文部科学大臣
- 英利アルフィヤ - 衆議院議員（自由民主党）
- 阿部圭史 - 衆議院議員（日本維新の会）
- 並河健 - 奈良県天理市長
- 橋本剛 - 長崎市議会議員
- 手島冷志 - 元外務審議官（経済担当）、元駐伊大使
- 前田徹 - 駐ブルネイ大使
- 吉田朋之 - 日本国際問題研究所所長、元外務報道官
- 井口博 - 弁護士、元大阪地方裁判所判事、元法務省司法試験考査委員
- 中村芳夫 - 内閣官房参与、元日本経済団体連合会副会長
- 大井滋 - JX金属社長、元日本鉱業協会会長
- 盛田昌夫 - 実業家、ソニーエグゼクティブ・アドバイザー。同社創業者・盛田昭夫の息子。
- 阿川尚之 - 慶應義塾大学教授、ニューヨーク州弁護士
- 小野寺典子 - 青山学院大学文学部教授
- 首藤佐智子 - 早稲田大学教授
- 前嶋和弘 - 上智大学教授、アメリカ学会会長
- 松尾弌之 - 上智大学名誉教授（米国史）
- 山田治徳 - 早稲田大学政治経済学術院公共経営科教授、元大蔵官僚